# Caseolus subcalliferus
Caseolus subcalliferus é uma espécie de gastrópode  da família Hygromiidae.
É endémica da Madeira.
Os seus habitats naturais são: florestas temperadas.
Está ameaçada por perda de habitat.